# Sekundærrute 152
Sekundærrute 152 –  Strandvejen  – er en rutenummereret landevej i Nordsjælland.
Ruten går fra Ring 2 i Hellerup langs kysten mod Øresund til Helsingør, hvor den munder ud i rundkørslen nær færgelejerne i krydset med Europavej E47 og Europavej E55. 
Rute 152 har en længde på ca. 40 km.
Link til  kort over sekundærrute 152